# Ga Khu Công nghệ cao
Ga Khu Công nghệ cao là một trong những nhà ga tàu điện của Tuyến số 1, nằm đối diện Khu công nghệ cao Thành phố Hồ Chí Minh, thuộc địa bàn phường Linh Trung, thành phố Thủ Đức, Thành phố Hồ Chí Minh.

## Lịch sử
Dự kiến khai trương vào năm 2024.

## Bố trí ga
| L2 Tầng ke ga                   | Ke ga bên, cửa sẽ mở ở bên phải                              | Ke ga bên, cửa sẽ mở ở bên phải                                                     |
| Ke ga 1                         | ← L1 Tuyến 1 đi Thủ Đức (Hướng đi Bến Thành)                 |                                                                                     |
| Ke ga 2                         | L1 Tuyến 1 đi Đại học Quốc gia (Hướng đi Bến xe Suối Tiên) → |                                                                                     |
| Ke ga bên, cửa sẽ mở ở bên phải |                                                              |                                                                                     |
| L1 Tầng trung chuyển            | Tầng 1                                                       | Khu bán vé, khu thương mại, khu bộ phận kỹ thuật, khu cổng ra vào và cổng kiểm soát |
| G                               | Mặt đất                                                      | Cổng ra vào, bãi đậu xe và khu bộ phận kỹ thuật                                     |

## Vùng xung quanh
- OneHub Saigon
- Đại học Công nghệ TP.HCM (Thu Duc Campus)
- Nhà máy Coca-Cola
- Trường Mầm Non Hoàng Yến 3
- Trường THPT Linh Trung

## Kết nối

### Xe buýt
Ga Khu Công nghệ cao kết nối với các tuyến xe buýt  6, 8, 10, 30, 52, 67, 76, 150, 60-3 và 60-7 tại trạm Khu Công nghệ cao trên Xa lộ Hà Nội.